# Ostalb Arena
De Ostalb Arena is een voetbalstadion in de Duitse stad Aalen. De voetbalclub VfR Aalen, die in de Oberliga Baden-Württemberg uitkomt (seizoen 2024/2025), speelt er zijn thuiswedstrijden. Het stadion biedt plaats aan 14.500 toeschouwers: het beschikt over 4.685 overdekte zitplaatsen en 9.815 staanplaatsen (3.335 overdekt).
Het stadion werd in 1949 onder de naam VfR-Stadion im Rohrwang gebouwd. Het beschikte toen over een houten hoofdtribune met daar tegenover een wal met staanplaatsen. In 1988 werd het stadion tot Städtisches Waldstadion Aalen hernoemd. Vanwege de ambities van de club om op termijn in de 2. Bundesliga te spelen, werd het stadion in 2002 en 2003 ingrijpend gerenoveerd. Na de installatie van veldverwarming in 2008 voldoet het stadion aan de Bundesliga-eisen. Om een deel van verbouwingskosten te financieren, werden de naamrechten voor vijf jaar aan de firma Scholz verkocht.